# 吳寧
吳寧，字永清，直隸歙縣（今安徽省歙縣）人。明朝官員、同進士出身。

## 生平
宣德五年（1430年）登進士，授兵部主事。正統年間，再升至職方司郎中。郕王監國時，于謙薦擢為兵部右侍郎。京師保衛戰時，于謙在城外禦敵，吳寧則在城中掌管兵部事。景泰元年，以病乞退，之後不再復出，在家居三十餘年后去世。吳寧有識鑒之才，曾經為于謙選擇女婿，認定千戶朱驥。于謙感到疑惑，吳寧則稱：「公他日當得其力。」後于謙被殺，朱驥果然出面歸葬于謙。